# スライド (カルヴィン・ハリスの曲)
「スライド」（英語: Slide）は、アメリカ合衆国のラッパー、カルヴィン・ハリスの2017年リリースの楽曲。
楽曲中、子供の声で「甘い」と聞こえる節が度々あるが、実際は「I might」と発音している。